# برنزویل، میسیسیپی
برنزویل (به انگلیسی: Burnsville) شهرکی در ایالت میسیسیپی کشور ایالات متحده آمریکا است که جمعیت آن در سرشماری سال ۲۰۱۰ میلادی، ۹۳۶ نفر بوده‌است.